# Lijst van voetbalinterlands Joegoslavië - Rusland
Deze lijst van voetbalinterlands is een overzicht van alle officiële voetbalwedstrijden tussen de nationale teams van Joegoslavië en Rusland. De landen speelden in totaal zeven keer tegen elkaar. De eerste ontmoeting, een vriendschappelijke wedstrijd, werd gespeeld in Belgrado op 31 mei 1995. Het laatste duel, eveneens een vriendschappelijke wedstrijd, vond plaats op 19 mei 2002 in Moskou.

## Wedstrijden
| № | Plaats          | Datum            | Competitie           | Wedstrijd             | Uitslag |
| - | --------------- | ---------------- | -------------------- | --------------------- | ------- |
| 1 | Belgrado        | 31 mei 1995      | Vriendschappelijk    | Joegoslavië – Rusland | 1 – 2   |
| 2 | Hongkong        | 7 februari 1997  | Vriendschappelijk    | Rusland – Joegoslavië | 1 – 1   |
| 3 | Belgrado        | 12 maart 1997    | Vriendschappelijk    | Joegoslavië – Rusland | 0 – 0   |
| 4 | Sint-Petersburg | 20 augustus 1997 | Vriendschappelijk    | Rusland – Joegoslavië | 0 – 1   |
| 5 | Belgrado        | 25 april 2001    | WK 2002 kwalificatie | Joegoslavië – Rusland | 0 – 1   |
| 6 | Moskou          | 2 juni 2001      | WK 2002 kwalificatie | Rusland – Joegoslavië | 1 – 1   |
| 7 | Moskou          | 19 mei 2002      | Vriendschappelijk    | Rusland – Joegoslavië | 1 – 1   |

## Samenvatting
| Competitie        | Totaal gespeeld | Winst Joegoslavië | Gelijk | Winst Rusland | Doelsaldo Joegoslavië – Rusland |
| ----------------- | --------------- | ----------------- | ------ | ------------- | ------------------------------- |
| WK-kwalificatie   | 2               | 0                 | 1      | 1             | 1 − 2                           |
| Vriendschappelijk | 5               | 1                 | 3      | 1             | 4 − 4                           |
| Totaal            | 7               | 1                 | 4      | 2             | 5 − 6                           |

## Details

### Eerste ontmoeting
| Joegoslavië        | 1 – 2 | Rusland                                             |
| Dejan Petković 34' | goals | 33' (pen.) Valeri Karpin 41' Vladimir Bestsjastnych |

### Tweede ontmoeting
| Rusland           | 1 – 1 | Joegoslavië       |
| Dmitriy Popov 70' | goals | 39' Anto Drobnjak |

### Derde ontmoeting
| Joegoslavië | 0 – 0 | Rusland |
|             | goals |         |

### Vierde ontmoeting
| Rusland | 0 – 1 | Joegoslavië                  |
|         | goals | 86' (pen.) Slaviša Jokanović |

### Vijfde ontmoeting
| Joegoslavië | 0 – 1 | Rusland                    |
|             | goals | 72' Vladimir Bestsjastnych |

### Zesde ontmoeting
| Rusland           | 1 – 1 | Joegoslavië           |
| Joeri Kovtoen 24' | goals | 32' Predrag Mijatović |

### Zevende ontmoeting
| Rusland            | 1 – 1 | Joegoslavië         |
| Dmitri Sytsjov 87' | goals | 54' Darko Kovačević |